# Casa Vella de Borrell
La Casa Vella de Borrell era una masia del terme municipal d'Abella de la Conca situada a ponent del poble cap de municipi.
Estava situada sota i a migdia de la Roca de la Casa Vella, entre els dos cims d'aquesta roca. És damunt i al nord de Cal Borrell. Pertany a la partida de les Vielles.
S'hi accedeix per una pista rural, el Camí Nou de les Vielles, des de la carretera local que porta a Abella de la Conca des de la L-511. Aquesta pista arrenca cap a ponent des de 300 metres abans d'arribar a l'aparcament de l'entrada d'Abella de la Conca. Quan el camí arriba a Cal Borrell, la pista, denominada Camí de la Casa Vella de Borrell, puja cap al nord-oest, fent un ample revolt que va girant cap a llevant i, superant l'Estimbat de Borrell, puja a l'espai entre els dos cims de la Roca de la Casa Vella, on hi hagué la Casa Vella de Borrell.
Fou un indret habitant fins a principis del segle xx, i consta de dues parts: la balma del costat de llevant del turó, i unes estructures a migdia, molt malmeses pel conreu de la zona, entre les quals hi ha restes de forns de ceràmica grisa d'època altmedieval. Es tracta d'un poblament molt antic, que fa pensar en una assentament tardoromà.

## Etimologia
Joan Coromines atribueix aquest topònim a un origen clarament preromà, probablement hispanocèltic o sorotàptic. Es tracta de la llatinització possiblement en Burrellus d'un nom propi anterior a la romanització, com ara Burrus o Burralus, emparentat amb el cèltic borr (orgullós), d'origen indoeuropeu.

## Restes arqueològiques
Aquesta casa vella, més que la primitiva casa de Cal Borrell, fa la impressió de ser tot un poblat, molt probablement medieval, tal com han desvelat les prospeccions fetes en el lloc.